# Družina Weasley
Družina Weasley je izmišljena družina v fantazijski pripovedi o čarovniku Harryju Potterju angleške pisateljice J. K. Rowling.
Ima pomembno vlogo v zgodbi, saj Harryju nadomešča družino, ki je nikoli ni imel. Zaradi slabega finančnega stanja in dobrih odnosov z bunkeljni jih imajo nekateri čarovniki za precej neugledne, vendar pa so zelo prijazni. Harry do njih čuti posebno navezanost in z njimi pogosto preživlja počitnice. Med drugim gredo skupaj tudi na svetovno prvenstvo v Quidditchu. V družini je sedem otrok in vsi so pegasti.
Družina Weasley živi v hiši, poznani kot Jazbina. Njihov se dom se nahaja v izmišljeni vasi Ottery St. Catchpole v Devonu (UK). Weasleyevi živijo blizu drugi čarovniških družin kot na primer Diggory, Fawcett in Liupka. Hiša je zelo visoka - ima sedem nadstropij, in se zdi, da se njegov razpad preprečuje samo čarovnija. Kljub temu, da hiša izgleda, kot da bo razpadla, je bila to najboljša hiša, v kateri je kadarkoli bil Harry.
Družina Weasley ima tudi edinstveno uro. Namesto kazalcev, ki označujejo čas, en kazalec za vsakega družinskega člana kaže, kje so: na cesti, pri delu, v šoli, v zaporu, itd. Ko Harry prispe v Jazbino v šestem letniku, kažejo vsi kazalci zaradi izbruha vojne na "smrtno nevarnost".

## Glavni družinski člani

### Arthur Weasley
Arthur Weasley se je rodil 6. februarja 1950 in je verjetno sin Septimusa in Cedrelle Weasley (roj. Black). Je oče sedmih otrok (Bill, Charlie, Percy, Fred in George, Ron in Ginny), ki jih je imel z Molly Weasley. Ima brata Billusa Weasley.
Arthur Weasley dela na Ministrstvu za čaranje, zelo pa se zanima za bunkeljske predmete. Ker je z bunkeljni tak obseden, ima veliko čarovnikov njega in njegovo družino za izdajalce krvi.
Prvič se pojavi poleti v drugi knjigi preden se otroci odpravijo na Bradavičarko. Medtem je spraševal Harryja o bunkeljskih izumih. V četrti knjigi gre na dom Harryjevega strica in tete po njega ter ga skupaj z večino svoje družine odpelje na svetovno prvenstvo v Quidditchu.
V peti knjigi ga je napadla kača Nagini, ena od Mrlakensteinovih Skrižvnov. Nato je odšel v bolnišnico svetega Munga, kjer je počasi okreval.
V zadnji knjigi pomaga pri prevozu Harryja v Jazbino. Boril se je v bitki za Bradavičarko in bil je na poroki Billa in Fleur.

### Molly Weasley
Molly Weasley (rojena Prewett) se je rodila 30. oktobra 1949. Njen mož je Arthur Weasley in je mati Billa, Charlieja, Freda, Georga, Rona in Ginny. Je sestra Fabiana in Gideiona. Ima rdeče lase in rjave oči. Harryja je srečala leta 1991 pred odhodom na Bradavičarko, ko mu je povedala, kako preiti na peroni 9 in 3/4. Je deset let starejša od Harryjevih staršev in je gospodinja. Njen najljubša pevka je Celestine Warbeck. Obožuje tudi knjige Slatana Sharmerja.
v četrti knjigi je bila med svetovnim prvenstvom v quidditchu zelo zaskrbljena za svojo družino, Harryja in Hermiono. Med Trišolskim turnirjem je prišla skupaj z Billom na Bradavičarko.
Skupaj z možem pripadata redu Feniksu. Nenehno jo je strah, da bo nekdo v njeni družini umrl. Harryja ima rada kot lastnega sina. Ko se v peti knjigi sreča z Bavkarjem (ko ga srečaš, se prikaže se v obliki, česar te je najbolj strah), se je ta prikazal v mrtvega Arthurja, mrtvega dvojčka Freda in Georga, mrtvega Percyja in mrtvega Harryja. V knjigi Harry Potter in princ mešane krvi je bil njen sin Bill zaročen s Fleur Delacour, kar njej ni bilo po godu, saj ni marala Fleur in je kar naprej vabila Fatale Tango na večerje (ki je bila nesrečno zaljubljena v Remusa Wulfa) v želji, da bi si Bill premislil in se zaljubil v Fatalo. Na koncu šestega dela se Molly in Fleur ob ranjenemu Billu sporazumeta in imata kasneje dosti boljši odnos.
V sedmem delu je pripravljala poroko Billa in Fleur. Pri tem so jim pomagali Harry, Hermiona in ostali Weasleyevi. V bitki za Bradavičarko je ubila Krasotilyo L'Ohol. Harry je na njegov rojstni dan spekla rojstnodnevno torto v obliki zlatega zviza in mu dala uro, ki je nekoč pripadala njenemu bratu. Na prvi pogled je zelo močna čarovnica, toda v boju za Bradavičarke je premagala Siriusovo morilko in številne močne čarovnike. Pri tem je pokazal veliko moči, poguma in spretnosti.

### Bill Weasley
William Arthur "Bill" Weasley se je rodil 29. novembra 1970 kot najstarejši sin Molly in Arthurja Weasleya. Nosi uhan in ima dolge lase, ki so vezani v čop. V glavnem je oblečen kot, da gre na rock koncert. Ima pet mlajših bratov in mlajšo eno sestro. Je član Reda Feniksa. Delal je v Gringottu v Egiptu. Na Bradavičarki je bil v domu Gryfondom, kjer je bil tudi predstavnik študentov.
V šestem delu se je zaljubil v Fleur Delacour. Vsa družina je temu nasprotovala, vendar pa, ko je volkodlak Fenrir Siwodlack ugriznil Billa in to Fleur ni ustavilo, da ga ljubi, je pridobila naklonjenost gospe Weasley in ostale družine.
Poročila sta se v sedmem delu in skupaj imata tri otroke: Victoire, Dominique in Louis. Živijo v neposredni bližini morja, v hiši, znani kot Brežni dom.

### Charlie Weasley
Charles "Charlie" Weasley se je rodil 12. decembra. 1972 kot drugi sin Arthurja in Molly Weasley (roj. Prewett). Je mlajši brat Billa in starejši brat Percyja, Georga, Rona, Ginny in pokojnega Freda. Od leta 1984 do leta 1991 je obiskoval Bradavičarko, kjer je bil uvrščen v Gryfondom. V času šolanja je bil je tako predstavnik študentov kot tudi kapetan Gryfondomske quidditch ekipe. Po diplomi je šel v Romunijo preučevati zmaje. Za prvo nalogo na Trišolskem turnirju je prinesel zmaje. Po službi je spoznaval nove prijatelje in jih spodbudil, da se pridružijo v boju proti Mrlakensteinom. Bil je na svetovnem prvenstvu v Quidditchu. Ko ga je Harry srečal, je opazil, da je imel opekline na rokah. 
Med drugo čarovniško vojno je bil Charlie član Reda Feniks in se leta 1998 boril v bitki za Bradavičarko, kamor je v zadnjem delu bitke prišel z ojačitvami. 
Charlie je preživel drugo čarovniško vojno in nadaljeval z delom z zmaji. Nikoli se ni poročil in imel otrok, ker se bolj zanima za zmaje kot za ženske.

### Percy Weasley
Percy Ignatius Weasley se je rodil 22. avgusta 1976 kot tretji sin Arthurja in Molly Weasley (roj. Prewett). Je mlajši brat Billa in Charlieja ter starejši brat Georga, Rona, Ginny in pokojnega Freda. Med študenti v šoli ni bil zelo priljubljen, vendar pa je bil najljubši pri učiteljih. V petem letniku ga je Albus Dumbledore, ravnatelj Bradavičarke, imenoval za predstavnika študentov doma Gryfondom. V drugem in tretjem delu se je naskrivaj hodil s Penelope Bistropo.
Po končanem šolanju je hitro postal osebni pomočnik ministra za čaranje in se oddaljil od Dumbledorja in svojih staršev.
V sedmem delu se je spravil in združil s svojo družino v bitki Bradavičarko. Med bojem vidi smrt svojega brata Freda. Poročil se je z žensko z imenom Audrey in z njo imel dve hčerki, Molly in Lucy.

### Dvojčka Fred in George
»Pa ne, da si predstavnik študentov, Percy« se je pretirano začudil eden izmed dvojčkov. »To bi nam res lahko že prej povedal že prej«
»Samo trenutek. Spomnim se, da je nekaj omenil,« je rekel drugi. »Enkrat ...«
»Ali dvakrat ...«
»Na minuto ...«
»Vse poletje ...«
»Dajta že mir,« je zanergal predstavnik Precy.
 - JK Rowling, Harry Potter in kamen modrosti, poglavje VI.
Frederick Joseph "Fred" in George Andrew Weasley sta se rodila 1. aprila 1978 kot dvojčka Arthurja in Molly Weasley. Fred je umrl 2. maja 1998 v bitki za Bradavičarko. Dvojčka imata tako kot preostali del družine rdeče lase. Sta mlajša brata Billa, Charlieja in Percyja ter starejša brata Rona in Ginny. Po Ravbarjih sta bila onadva največja dežurna zabavljača in na Bradavičarki ves čas povzročata težave. Značilna sta po dobrem humorju in po njunih smešnih izjavah. Njuna največja želja je, da bi odprla trgovino s čarovniškimi pripomočki, kar jima v šesti knjigi tudi uspe. Za to je zaslužen tudi Harry, ki jima da 1000 guldov, ki jih je dobil, ko je zmagal na Trišolskem turnirju.
V sedmi knjigi George pri prevozu Harryja iz Dursleyeve hiše izgubi uho, ki mu z urokom nenamerno odreže Raws, medtem ko je Fred Weasley ubil Jedca smrti.
V klepetu z JK Rowling, ki je potekal po premieri zadnjega dela, smo izvedeli, da ima George sina, ki mu je dal ime Fred, v čast svojemu mrtvemu bratu. Še vedno vodi svojo trgovino, kjer mu pomaga Ron. Rowling je razkrila, da se je George poročil z Angelino in je poleg svojega sina imel še hčerko Roxanno. Georgu po smrti Freda nikoli ni uspelo pričarati Varuha, saj so bili njegovi najsrečnejši spomini povezani z njegovim bratom dvojčkom.

### Ron Weasley
Ronald Billius "Ron" Weasley se je rodil 1. marca 1980 kot najmlajši sin Arthurja in Molly Weasley (roj. Prewett). Bil je mlajši brat Billa, Charlieja, Percyja, Freda in Georga ter starejši brat Ginny. S svojimi brati in sestro je živel v Jazbini. Ron je leta 1991 začel obiskovati Bradavičarko in je bil razvrščen v dom Gryfondom. Kmalu je postal najboljši prijatelj s sosošolcem Harryjem Potterjem in kasneje s Hermiono Granger.
V času odraščanja so se skupaj soočali s številnimi izzivi, vključno z ohranjanjem Kamna modrosti pred profesorjem Smottanom, reševanjem Ronove sestre iz Dvorane skrivnosti, ustvarijo Dumbledorjevo armado in se bojevali v številnih bitkah druge čarovniške vojne: vključno z bitko na Ministrstvu za čarovnijo, bitko na astronomskem stolpu, bitko sedem Potterjev in bitki za Bradavičarko. Ron je v svojem petem letu na Bradavičarki postal tudi Gryfondomski prefekt in branilec Gryfondomske Quidditch ekipe. Preskočil je zadnje leto svoje šole, da bi spremljal Harryja in Hermiono v prizadevanju, da uniči Mrlakenstinove Skrivžne in se je leta 1998 boril v bitki za Bradavičarko, v kateri je izgubil svojega brata, Freda, izguba, ki je prizadela njega in njegovo družino.
Po vojni se je Ron skupaj s Harryjem Potterjem in Nevillom Veleritom pridružil aurorom na Ministrstvu za čaranje, da bi izsledili Jedce smrti, ki so pobegnili. Kasneje je delal v trgovini bratov dvojčkov skupaj s svojim bratom Georgom. Sčasoma sta se on in Hermiona poročila in imela dva otroka: hčerko Rose in sina Huga. Ron je bil tudi boter Jamesa Siriusa Potterja, najstarejšega sina njegove sestre Ginny Weasley in Harryja Potterja.

### Ginny Weasley
Ginevra Molly "Ginny" Potter (roj. Weasley) je čistokrvna čarovnica. Rodila se je 11. avgusta 1981 kot najmlajši otrok Arthurja in Molly Weasley (roj. Prewett) in prvo dekle rojeno v družino Wasley po dolgem času. Je mlajša sestra Billa, Charlieja, Percyja, Freda, Georga in Rona. Bradavičarko je obiskovala od leta 1992 do leta 1999 in je bila razvrščena v dom Gryfondom. V svojem prvem letniku je bila pod vplivom spomina 16-letnega jaza Marka Neelstina, ohranjenega v dnevniku, in je bila prisiljena, da ponovno odpre dvorano skrivnosti ter tako ogrozila življenja mnogih učencev, vključno s svojim.
Po tej preizkušnji je Ginny prerasla v samozavestno mlado žensko, ki je postala pomemben član Dumbledorjeve armade, krožek, ki jo je poučeval in vodil Harry Potter. Kasneje je leta 1996 sodelovala v bitki na Ministrstvu za čaranje, leta 1997 je sodelovala v bitki na astronomskem stoplu in leta 1998 v bitki za Bradavičarko. Bila je tudi uspešna Quidditch igralka in igrala zasledovalko in iskalca ob različnih časih za ekipo doma Gryfondom.
Po drugi čarovniški vojni je postala profesionalna Quidditch igralka za Holyhead Harpies. Po upokojitvi iz Harpies je Ginny postala višja Quidditch dopisnica za Preroške novice. V začetku 2000. se je poročila s Harryjem Potterjem, s katerim ima tri otroke: Jamesa Siriusa, Aalbus Robaus in Lily Loona Potter.

## Priženjeni družinski člani

### Fleur Weasley
Fleur Isabelle Weasley (roj. Delacour) se je rodila leta 1977 v Franciji kot starejša hčerka Apolline Delacour in njenega moža ter starejša sestra Gabrielle Delacour. Njena babica je bila vyla, zato je ona četrt vyla - to ji daje lepoto, ki privablja moške kot magnet. Leta 1988 je začela obiskovati šolo Beauxbatons. Med letom 1994 in 1995 je bila prvakinja Beauxbatonsa na Trišolskim turnirjem. Fleur je tekmovala pogumno (čeprav ni dokončala druge naloge), vendar se je turnir končal tragično s smrtjo Cedrica Diggoryja in vrnitvijo Mrlakensteina. V sledečem poletju je Fleur delala s krajšim delovnim časom na čarovniški banki Gringott, da bi izboljšala svojo angleščino, in začela hoditi s svojim sodelavcem Billom Weasleyem. Par se je kmalu zaročil in Fleur je poleti leta 1996 ostala v Jazbini, da bi spoznati Billovo družino.
Fleur je leta 1997 prispela na Bradavičarko po bitki pri astronomskem stolpu, v katerem je volkodlak Fenrir Siwodlac huje poškodoval njenega zaročenca. Par se je poročil avgusta istega leta; poroka je bila prekinjena po padcu Ministrstva za čarovnijo zaradi Jedcev smrti. Fleur in Bill sta ustanovila Brežni dom, kasneje pa sta pomagala Harryju Potterju, Ronu Weasleyu in Hermioni Granger po njihovem pobegu iz dvorca Malfoy ter jim večinoma ponudili sobo. Fleur se je leta 1998 skupaj z možem borila v bitki za Bradavičarko.
Po koncu druge čarovniške vojne sta z Billom imela tri otroke: Victorie, Dominique in Louisa Weasleya. Je dobitnica medalje poguma za njeno sodelovanje v bitki za Bradavičarko od obeh francoskih in britanskih ministrstev za čarovnijo.

### Audrey Weasley
Audrey Weasley (dekliški priimek neznan) je žena Percyja Weasleyja. Par ima dve hčerki: Molly II. in Lucy. Možno je, da sta leta 2017 ena ali obe njeni hčerki obiskovali ali začeli obiskovati Bradavičarko zaradi dejstva, da je bil njen mož Percy 1. septembra tistega leta na železniški postaji King's Cross.

### Angelina Weasley
Angelina Weasley (roj. Johnson) se je rodila 24 – 30. oktobra 1977. Je čarovnica in nekdanja Gryfondomska učenka na Bradavičarki. Bila je tudi članica Dumbledorjeve armade, krožka, ki ga je učil in vodil Harry Potter.
Leta 1998, dva leta po tem, ko je zapustila šolo, se je vrnila in bojevala v bitki za Bradavičarko proti temnim čarovnikom Mrlakensteinom in njegovimi privrženci. Nekaj po drugi čarovniški vojni se je poročila z Georgem Weasleyem in par je imel dva otroka: Freda II. in Roxanne Weasley.

### Hermiona Weasley
Vsi bi lahko umrli, da ne omenjam česa hujšega - lahko bi nas vrgli s šole.
  (citat iz Harry Potter in kamen modrosti, 9. poglavje
Hermiona Jean Weasley (roj. Granger) je bunkeljska čarovnica, rojena 19. septembra 1979 gospodu in gospe Granger, zobozdravnikoma iz Londona. Odraščala je kot normalno bunkeljsko dekle, dokler ni pri enajstih letih izvedela, da je čarovnica in da je bila sprejeta na Bradavičarko. Šolo je začela obiskovati 1. septembra 1991, kjer je bila pozneje razvrščena v dom Gryfondom, čeprav je bila dovolj pametna za Drznvraan. Imela je odličen akademski um, z veliko možnostjo ima tudi fotografski spomin in dokazala je, da je nadarjna učenka.
Hermiona je prvič srečala Harryja Potterja in Rona Weasleyja na Ekspresnem vlaku Bradavičarke. Oba fanta sta videla Hermiono kot neprijazno in neznosno. Vendar pa je kljub hladnemu odnosu med njimi tremi Hermiona prevzela Ronovo in Harryjevo krivdo potem, ko sta jo rešila pred trolom. Harry in Ron sta bila presenečena, a hvaležni, in oni trije so se hitro spoprijateljili. V svojem drugem letu, Hermiona igrala ključno vlogo pri odkritju Dvorane skrivnosti, preden je bila žrtev baziliska. Naslednje leto je bila pooblaščena, da uporabi časotresk, da se je lahko udeležila več razredov od drugih študentov, in ki ga sta ga kasneje ona in Harry uporabila pri reševanju Siriusa Blacka pred morakvarjevim poljubom in pri reševanju hipogrifa Žrebokluna od gotove smrti. V četrtem letu je postala borec za pravice hišnih vilincev in ustanovila združenje borcev za človekove pravice ranljivih vilincev. Leta 1995 je bila gonilna sila pri ustanovitvi Dumbledorjeve armade, leta 1996 je sodelovala v bitki a Ministrstvu za čarovnijo in bitki na astronomskem stolpu. Hermiona in Ron sta se odločila, da zapustita Bradavičarko in se Harryju pridružita pri iskanju Srivžnov in uničenju Mrlakensteina in se leta 1998 vrnita na Bradavičarko na bitko. 
Po drugi čarovniški vojni se je Hermiona vrnila na Bradavičarko, da bi dokončala svojo izobrazbo. Kasneje je dobila službo na Ministrstvu za čarovnijo, da bi zagotavila boljšo umestitev vilincev, in kasneje je prejela promocijo in delal na Oddelku za čarovniški kazenski pregon. Kasneje se je poročila z Ronom in skupaj sta imela dva otroka: hčerko Rose in sina Huga Weasleya. Hermiona je tudi botra najstarejšemu sinu Harryju Potterju in Ginny Weasley, Jamesu Siriusu Potterju in njuni edini hčerki Lily Looni Potter.

### Harry Potter
Harry James Potter se je rodil 31. julija 1980 kot edini otrok in sin Jamesa in Lily Potter (roj. Evans). Je eden najbolj znanih čarovnikov vseh časov. Zaradi prerokbe ga je Mrlakenstein poskušal ubiti, ko je bil še dojenček. Ta dogodek je prinesel Mrlakensteinov prvi poraz in konec prve čarovniške vojne. Ker je pa Mrlakenstien vmes ubil Harryjeva starša, je slednji postal sirota je Harryjeva skrbnica postala njegova bunkeljska teta Petunija Dursley, pri kateri ni bil dobrodošel.
Na svoj enajsti rojstni dan je Harry izvedel, da je čarovnik. Leta 1991 je začel obiskovati Bradavičarko, kjer je bil razvrščen v dom Gryfondom. Med šolanjem se je spoprijateljil z Ronom Weasleyem in Hermiono Granger in kasneje postal najmlajši quidditch iskalec v stoletju in kasneje tudi kapetan gryfondomske qudditch ekipe, s katero je osvojil dva pokala. V prvem delu je postal znan po reševanju kamna modrosti pred Mrlakensteinom in v drugem delu po reševanju Ronove sestre Ginny iz Dvorane skrivnosti. Harry je v četrtem letniku postal Bradavičarski prvak na Trišolskem turnirju in tudi zmagovalec, čeprav se je tekmovanje končalo tragedično s smrtjo Cedrica Diggoryja in vrnitvijo Mrlakensteina. Naslednje šolsko leto je Harry nerad učil in vodil Dumbledorjevo armado in se boril v bitki na Sekretariatu za skrivnosti na Ministrstvu za čaranje, med katero je izgubil botra Siriusa Blacka, ki je bila njegova prijateljska/bratska figura.
Harry je igral pomembno vlogo v številnih drugih bitk v drugi čarovniški vojni ter lovil in uničil Mrlakensteinove Skrivžne skupaj z Ronom in Hermiono. V bitki za Bradavičarko je bil osebno priča smrti Robausa Rawsa in Freda Weasleyja, in izvedel, da so Remus Wulf, Fatale Tanga, Colin Creevey, in mnogi drugi prav tako padli. Naletel je ne Mrlakensteina in se je žrtvoval, vedoč, da je bil njegov to edini način, da se uniči fragment Mrlakensainove duše, ki je bil v sebi. V negotovosti, ko ga je Mrlakenstein preklel na gozdni jasi, Albus Dumbledore dal Harry svetovanje in osnovne informacije o Dark Gospoda. Ko je rekel, da se lahko odločijo živeti ali "korak naprej" Harry odločil živeti. Ko se je zbudil, je soočen Mrlakenstein in ga porazil enkrat za vselej. Vmes se je še sestal z Mrlakenstinom, ki ga je preklel s kletvijo smrti, vendar je Harry ponovno preživel, ker je bil eden od Mrlakenstienovih skrivžnov v njem samem. Na koncu se je še zadnjič soočil z Mrlakensteinom in ga dokončno premagal.
Po vojni je Harry postal auror in se poročil z Ginny Weasley, s katero je imel tri otroke:
Jamesa Siriusa (poimenovan po njegovem očetu in botru), Albusa Robausa (poimenovan po Robausu Rawsu in Albusu Dumbledorju) in Lily Loono (poimenovano po njegovi materi in Looni Luipki). Imenovan je bil za botra Edwarda Remusa Wulfa. Leta 2007 je pri starosti 26 let Harry postal vodja aurorjev in občasno dajal na Bradavičarki lekcije iz obrambe pred mračnimi silami.

## Ostali družinski člani

### Septimus in Cedrella Weasley
Septimus in Cedrella Weasley sta čistokrvna čarovnika. Cedrella Weasley (roj. Black) je bila druga najstarejša hčerka Arcturusa Blacka II. in Lysandra Black, ter sestra Charisa in Callidore. Skozi Cedrello družina Weasley ni povezana le z družino Black, vendar tudi z družino Hulesh in Velerit. Ker je bil Septimus štet za krvnega izdajalca, je njuna poroka povzročila Cedrellino odstranitev it tapiserije družine Black.
Septimus in Cedrella sta imela tri sinove, eden od katerih je Arthur Weasley. Skozi svojega sina Arthurja imata sedem vnukov in dvanajst pravnukov.

### Stric Bilius
Billius (priimek Weasley ali Prewett) je bil čistokrvni čarovnik in brat ali Aarthurja Weasleya ali Molly Weasley (roj. Prewett). Kot vseživljenjski samec je bil zabavno-ljubeč in živahen, vendar je bil nagnjen k ekscentričnemu vedenju.Menda je umrl štiriindvajset ur po tem, ko je videl Bruta.

### Stara teta Muriel
Muriel se je rodila med 31. julijem 1889 in 2. avgustom 1890 in je čistokrvna ali polkrvna čarovnica ter teta Molly Weasley (roj. Prewett). Njen priimek je neznan. Lahko je Prewett, vendar samo če je povezana z Molly po očetovi strani. Harry jo je srečal na poroki Billa in Fleur. Imela krvave oči in velik roza klobuk. Fleur je posodila tiaro, ki so jo naredili goblini.

### Fabian in Gideon Prewett
Fabian in Gideon Prewett sta bila oba čistokrvna čarovnika rojena gospodu in gospe Prewett ter brata Molly Prewett. Skozi svojo sestro sta strica sedem Weasleyevih otrok in svaka Arthurja Weasleya. Oba sta bila člana prvotnega Reda Feniksa. Pred koncem prve čarovniške vojne ju je ubilo pet Jedcev smrti, med katerimi je bil tudi Antonin Dolohov. Alastor Nergga je trdil, da sta se borila pogumno in umrla kot heroja. Antonin Dolohov je zaradi njunega umora končal v Azkabanu.
Zdi se, da se je Molly zaradi smrti njenih bratov začela obnašati še bolj zaščitniška do svojih otrok in tudi do Harryja.

### Apolline in gospod Delacour
Apolline in gospod Delacour sta starša Fleur in Gabrielle Delacour. Leta 1994 sta Apolline in njen mož obiskala Fleur pred njeno tretjo nalogo na Trišolskem turnirju. Monsieur Delacour je francoski čarovnik, ki je poročen s polvilo čarovnico Apolline Delacour, s katero ima dve hčerki, Fleur in Gabrielle, ki ga ljubita drago in ljubeče ter ga kličeta "papa". Madame Delacour je opisana kot lepa blondinka, kot sta tudi njeni hčerki, Fleur in Gabrielle. Te lastnosti so podedovali od Apollinine matere vile. Poleti leta 1997 sta Delacoura obiskala Jazbino pred poroko Fleur in Billa Weasleya. Med njunim obiskom sta bila Apolline in njen mož prikazana kot zelo koristna in prijetna gosta.
Skozi hčerko Fleur imata tri vnuke, Victorie, Dominique in Louisa Weasley.

### Gabrielle Delacour
Gabrielle Delacour je četrt vyla in hčerka gospoda in Apolline Delacour. Ima eno sestro Fleur, s katero je Gabrielle povezana z družino Weasley. Leta 1994 je bila Fleur izbrana za prvakinjo akademije Beauxbatons v Trišolskem turnirju. Ker je bila Gabrielle dragocena Fleur, je bila v njeni drugi nalogi. Rešil jo je Harry Potter skupaj z Ronom Weasleyem in od takrat naprej sta in Fleur in Gabrielle obravnavali Harryja in Rona z veliko prijaznostjo. Gabrielle je bila leta 1997 v Jazbini družica na poroki svoje starejše sestre.

## Vnuki Arthurja in Molly Weasley

### Victoire Weasley
Victoire Weasley se je rodila 2. maja v zgodnjih 2000. kot najstarejši otrok Billa in Fleur Weasley (roj. Delacour). Svoje ime je dobila, kar pomeni "zmaga" v francoščini, ker je njen datum rojstva padel na obletnico bitke za Bradavičarko. Ima mlajšo sestro Dominique in mlajšega brata Louisa. Victoire je začela obiskovati Bradavičarko v zgodnjih 2010.. 
Leta 2014 se je s takratnim fantom Teddyjem Wulfom pojavila na svetovnem prvenstvu v quidditchu. 1. septembra 2017 je bila Victorie s takrat diplomiranim fantom na železniški postaji King's Cross.

### Dominique Weasley
Dominique Weasley se je rodila po letu 2000 in je druga hčerka ter srednji otrok Billa in Fleur Weasley (roj. Delacour). Ima starejšo sestro Victoire in mlajšega brata Louisa. 

### Louis Weasley
Louis Weasley je najmlajši otrok in edini sin Billa in Fleur Weasley (roj. Delacour). Ima dve starejši sestri, Victoire in Dominique. Je edini znani moški z vilo krvjo. Možno je, da je Louis živel v Brežnem domu s svojo družino.

### Molly Weasley II.
Molly Weasley je starejša hčerka Percyja in Audrey Weasley. Ima mlajšo sestro Lucy. Poimenovana je po svoji babici, čeprav je to tudi srednje ime njene (Percyjeve sestre) Ginevre Molly Potter (roj. Weasley). Njena sestrična Lily Loona je bila tudi poimenovana po svoji babici, Lily Evans.

### Lucy Weasley
Lucy Weasley je bila mlajša hčerka Percyja in Audrey Weasley. Ima starejšo sestro Molly, ki je poimenovana po svoji babici.

### Fred Weasley II.
Fred Weasley je starejši otrok Georga in Angeline Weasley (roj. Johnson). Poimenovan je v spomin njegovega strica Freda Weasleya, ki je bila ubit med bitko za Bradavičarko. Ima mlajšo sestro Roxanne. Fred se je z družino leta 2014 udeležil svetovnega prvenstva v quidditchu.

### Roxanne Weasley
Roxanne Weasley je hčerka Georga in Angeline Weasley (roj. Johnson). Ima starejšega brata Freda, ki je bil poimenovan po pokojnem stricu.

### Rose Weasley
Rose "Rosie" Weasley se je rodila leta 2006 in je čistokrvna čarovnica in hčerka Ronalda in Hermione Weasley (roj. Granger). Ima mlajšega brata Huga, ki se je rodil približno dve leti za njo. Leta 2017 je začela obiskovati Bradavičarko skupaj z Albusom Potterjem in Scorpiusom Malfoyom.

### Hugo Weasley
Hugo Weasley se je rodil po avgustu 2006 in je čistokrven čarovnik in sin Ronalda in Hermione Weasley (roj. Granger). Ima starejšo sestro Rose, ki je začela obiskovati Bradavičarko od leta 2017 naprej.
Skupaj z ostalo družino se je leta 2014 udeležil svetovnega prvenstva v quidditcha. V finalu (Brazilija proti Bolgarija) je odpiral je Brazilijo, kot sta tudi njegova sestra in oče, medtem ko je njegova mama ostala nevtralna.

### James Sirius Potter
James Sirius Potter se je rodil med letoma 2003 in 2005 in je čistokrvni čarovnik ter najstarejši otrok Harryja in Ginny Potter (roj. Weasley). Njegova botra sta njegov stric Ron Weasley in Hermione Granger. James ima mlajšega brata Albusa Robausa in mlajšo sestro Lily Loono. Poimenovan je po svojem dedku Jamesu Potterju in očetovem botru Siriusu Blacku.
James je bil 1. septembra 2017 viden z Albusom, ki je ravno začenjal svoje prvo leto na Bradavičarki. James je že hodil na Bradavičarko, vendar ni znano, v katerem letu je.
Leta 2014 se je James skupaj s svojo družino udeležil finala na svetovnem prvenstvu v quidditchu. Nekaj dni po igri je njegov oče njega in njegovega mlajšega brata predstavil iskalcu bolgarske državne quidditch ekipe in njegovem sodelavcu Zmagoslavu Levyju.

### Albus Robaus Potter
Albus Robaus "Al" Potter se je rodil od 1. septembra 2005 do 31. avgusta 2006 in je čistokrvni čarovnik in drugi sin Harryja in Ginny Potter (roj. Weasley). Njegov boter je Neville Velerit, stari prijatelj njegovih staršev. Je srednji otrok in ima starejšega brata Jamesa Siriusa in vsaj dve leti mlajšo sestro Lily Loono. Poimenovan je bil v spomin Albusa Dumbledorja in Robausa Rawsa, dva bivša ravnatelja Bradavičarke.
1. septembra 2017 je Albus začel obiskovati prvi letnik na Bradavičarki, skupaj s sestrično Rose Weasley in Scorpiusom Malfoyem. Njegov starejši brat je bila na Bradavičarki že leto prej. Trenutno je neznano, v katerem domu je.

### Lily Loona Potter
Lily Loona Potter se je rodila od 1. septembra 2007 do 31. avgusta 2008 in je čistokrvna čarovnica in najmlajši otrok Harryja in Ginny Potter (roj. Weasley). Ima dva starejša brata, Jamesa Siriusa in Albusa Robausa. Poimenovana je bila v čast svoji pokojni babici Lily Potter in Looni Liupki, dobri prijateljici njenih staršev. Leta 2014 se je Lily skupaj s svojo družino udeležila finala na svetovnem prvenstvu v quidditchu.
Leta 2017 je šla pospremit svoje brate in sestrično Rose Weasley na Ekspresni vlak za Bradavičarko, vendar ni bila dovolj stara, da bi se sama udeležila Bradavičarke. Prav tako je bila navdušeni, kot je bila njena mati Ginny, ko sta začela Harry in Ron svoje prvo leto na Bradavičarki. Z bratrancem Hugom Weasleyem sta približno iste starosti.

## Družinsko drevo
|  |  |                   |                   |                   |                   |                    |                    |                    |                    |                        |                        |                        |                        |                        |                        |                 |                 |                  |                  |                  |                  |                  |                  |              |              |                |                |                |                | Družina Black  |                |  |  |                  |                  |                  |                  |                  |                  |  |  |                  |                  |                  |                  |                  |                  |  |  |                  |                  |                  |                  |                  |                  |  |  |                        |                        |                        |                        |                        |                        |  |  |                     |                     |                     |                     |                     |                     |  |  |                   |                   |                   |                   |                   |                   |  |  |  |  |  |  |  |  |  |  |  |  |  |  |  |  |
|  |  |                   |                   |                   |                   |                    |                    |                    |                    |                        |                        |                        |                        |                        |                        |                 |                 |                  |                  |                  |                  |                  |                  |              |              |                |                |                |                |                |                |  |  |                  |                  |                  |                  |                  |                  |  |  |                  |                  |                  |                  |                  |                  |  |  |                  |                  |                  |                  |                  |                  |  |  |                        |                        |                        |                        |                        |                        |  |  |                     |                     |                     |                     |                     |                     |  |  |                   |                   |                   |                   |                   |                   |  |  |  |  |  |  |  |  |  |  |  |  |  |  |  |  |
|  |  |                   |                   |                   |                   |                    |                    |                    |                    |                        |                        |                        |                        |                        |                        |                 |                 |                  |                  |                  |                  |                  |                  |              |              |                |                |                |                |                |                |  |  |                  |                  |                  |                  |                  |                  |  |  |                  |                  |                  |                  |                  |                  |  |  |                  |                  |                  |                  |                  |                  |  |  |                        |                        |                        |                        |                        |                        |  |  |                     |                     |                     |                     |                     |                     |  |  |                   |                   |                   |                   |                   |                   |  |  |  |  |  |  |  |  |  |  |  |  |  |  |  |  |
|  |  |                   |                   |                   |                   |                    |                    |                    |                    |                        |                        |                        |                        |                        |                        |                 |                 |                  |                  |                  |                  |                  |                  |              |              |                |                |                |                |                |                |  |  |                  |                  |                  |                  |                  |                  |  |  |                  |                  |                  |                  |                  |                  |  |  |                  |                  |                  |                  |                  |                  |  |  |                        |                        |                        |                        |                        |                        |  |  |                     |                     |                     |                     |                     |                     |  |  |                   |                   |                   |                   |                   |                   |  |  |  |  |  |  |  |  |  |  |  |  |  |  |  |  |
|  |  |                   |                   |                   |                   |                    |                    |                    |                    |                        |                        |                        |                        |                        |                        |                 |                 | Septimus Weasley | Septimus Weasley | Septimus Weasley | Septimus Weasley | Septimus Weasley | Septimus Weasley |              |              | Cedrella Black | Cedrella Black | Cedrella Black | Cedrella Black | Cedrella Black | Cedrella Black |  |  | Ga. Prewett      | Ga. Prewett      | Ga. Prewett      | Ga. Prewett      | Ga. Prewett      | Ga. Prewett      |  |  | G. Prewett       | G. Prewett       | G. Prewett       | G. Prewett       | G. Prewett       | G. Prewett       |  |  | Ignatius Prewett | Ignatius Prewett | Ignatius Prewett | Ignatius Prewett | Ignatius Prewett | Ignatius Prewett |  |  | Lucrecia Black         | Lucrecia Black         | Lucrecia Black         | Lucrecia Black         | Lucrecia Black         | Lucrecia Black         |  |  |                     |                     |                     |                     |                     |                     |  |  |                   |                   |                   |                   |                   |                   |  |  |  |  |  |  |  |  |  |  |  |  |  |  |  |  |
|  |  |                   |                   |                   |                   |                    |                    |                    |                    |                        |                        |                        |                        |                        |                        |                 |                 | Septimus Weasley | Septimus Weasley | Septimus Weasley | Septimus Weasley | Septimus Weasley | Septimus Weasley |              |              | Cedrella Black | Cedrella Black | Cedrella Black | Cedrella Black | Cedrella Black | Cedrella Black |  |  | Ga. Prewett      | Ga. Prewett      | Ga. Prewett      | Ga. Prewett      | Ga. Prewett      | Ga. Prewett      |  |  | G. Prewett       | G. Prewett       | G. Prewett       | G. Prewett       | G. Prewett       | G. Prewett       |  |  | Ignatius Prewett | Ignatius Prewett | Ignatius Prewett | Ignatius Prewett | Ignatius Prewett | Ignatius Prewett |  |  | Lucrecia Black         | Lucrecia Black         | Lucrecia Black         | Lucrecia Black         | Lucrecia Black         | Lucrecia Black         |  |  |                     |                     |                     |                     |                     |                     |  |  |                   |                   |                   |                   |                   |                   |  |  |  |  |  |  |  |  |  |  |  |  |  |  |  |  |
|  |  |                   |                   |                   |                   |                    |                    |                    |                    |                        |                        |                        |                        |                        |                        |                 |                 |                  |                  |                  |                  |                  |                  |              |              |                |                |                |                |                |                |  |  |                  |                  |                  |                  |                  |                  |  |  |                  |                  |                  |                  |                  |                  |  |  |                  |                  |                  |                  |                  |                  |  |  |                        |                        |                        |                        |                        |                        |  |  |                     |                     |                     |                     |                     |                     |  |  |                   |                   |                   |                   |                   |                   |  |  |  |  |  |  |  |  |  |  |  |  |  |  |  |  |
|  |  |                   |                   |                   |                   |                    |                    |                    |                    |                        |                        |                        |                        |                        |                        |                 |                 |                  |                  |                  |                  |                  |                  |              |              |                |                |                |                |                |                |  |  |                  |                  |                  |                  |                  |                  |  |  |                  |                  |                  |                  |                  |                  |  |  |                  |                  |                  |                  |                  |                  |  |  |                        |                        |                        |                        |                        |                        |  |  |                     |                     |                     |                     |                     |                     |  |  |                   |                   |                   |                   |                   |                   |  |  |  |  |  |  |  |  |  |  |  |  |  |  |  |  |
|  |  | Apolline Delacour | Apolline Delacour | Apolline Delacour | Apolline Delacour | Apolline Delacour  | Apolline Delacour  |                    |                    | Monsieur Delacour      | Monsieur Delacour      | Monsieur Delacour      | Monsieur Delacour      | Monsieur Delacour      | Monsieur Delacour      |                 |                 | Bilius Weasley   | Bilius Weasley   | Bilius Weasley   | Bilius Weasley   | Bilius Weasley   | Bilius Weasley   |              |              | Arthur Weasley | Arthur Weasley | Arthur Weasley | Arthur Weasley | Arthur Weasley | Arthur Weasley |  |  | Molly Prewett    | Molly Prewett    | Molly Prewett    | Molly Prewett    | Molly Prewett    | Molly Prewett    |  |  | Gideon Prewett   | Gideon Prewett   | Gideon Prewett   | Gideon Prewett   | Gideon Prewett   | Gideon Prewett   |  |  | Fabian Prewett   | Fabian Prewett   | Fabian Prewett   | Fabian Prewett   | Fabian Prewett   | Fabian Prewett   |  |  | Lily Evans             | Lily Evans             | Lily Evans             | Lily Evans             | Lily Evans             | Lily Evans             |  |  | James Potter        | James Potter        | James Potter        | James Potter        | James Potter        | James Potter        |  |  |                   |                   |                   |                   |                   |                   |  |  |  |  |  |  |  |  |  |  |  |  |  |  |  |  |
|  |  | Apolline Delacour | Apolline Delacour | Apolline Delacour | Apolline Delacour | Apolline Delacour  | Apolline Delacour  |                    |                    | Monsieur Delacour      | Monsieur Delacour      | Monsieur Delacour      | Monsieur Delacour      | Monsieur Delacour      | Monsieur Delacour      |                 |                 | Bilius Weasley   | Bilius Weasley   | Bilius Weasley   | Bilius Weasley   | Bilius Weasley   | Bilius Weasley   |              |              | Arthur Weasley | Arthur Weasley | Arthur Weasley | Arthur Weasley | Arthur Weasley | Arthur Weasley |  |  | Molly Prewett    | Molly Prewett    | Molly Prewett    | Molly Prewett    | Molly Prewett    | Molly Prewett    |  |  | Gideon Prewett   | Gideon Prewett   | Gideon Prewett   | Gideon Prewett   | Gideon Prewett   | Gideon Prewett   |  |  | Fabian Prewett   | Fabian Prewett   | Fabian Prewett   | Fabian Prewett   | Fabian Prewett   | Fabian Prewett   |  |  | Lily Evans             | Lily Evans             | Lily Evans             | Lily Evans             | Lily Evans             | Lily Evans             |  |  | James Potter        | James Potter        | James Potter        | James Potter        | James Potter        | James Potter        |  |  |                   |                   |                   |                   |                   |                   |  |  |  |  |  |  |  |  |  |  |  |  |  |  |  |  |
|  |  |                   |                   |                   |                   |                    |                    |                    |                    |                        |                        |                        |                        |                        |                        |                 |                 |                  |                  |                  |                  |                  |                  |              |              |                |                |                |                |                |                |  |  |                  |                  |                  |                  |                  |                  |  |  |                  |                  |                  |                  |                  |                  |  |  |                  |                  |                  |                  |                  |                  |  |  |                        |                        |                        |                        |                        |                        |  |  |                     |                     |                     |                     |                     |                     |  |  |                   |                   |                   |                   |                   |                   |  |  |  |  |  |  |  |  |  |  |  |  |  |  |  |  |
|  |  |                   |                   |                   |                   |                    |                    |                    |                    |                        |                        |                        |                        |                        |                        |                 |                 |                  |                  |                  |                  |                  |                  |              |              |                |                |                |                |                |                |  |  |                  |                  |                  |                  |                  |                  |  |  |                  |                  |                  |                  |                  |                  |  |  |                  |                  |                  |                  |                  |                  |  |  |                        |                        |                        |                        |                        |                        |  |  |                     |                     |                     |                     |                     |                     |  |  |                   |                   |                   |                   |                   |                   |  |  |  |  |  |  |  |  |  |  |  |  |  |  |  |  |
|  |  |                   |                   |                   |                   | Gabrielle Delacour | Gabrielle Delacour | Gabrielle Delacour | Gabrielle Delacour | Gabrielle Delacour     | Gabrielle Delacour     |                        |                        | Charlie Weasley        | Charlie Weasley        | Charlie Weasley | Charlie Weasley | Charlie Weasley  | Charlie Weasley  |                  |                  | Fred Weasley     | Fred Weasley     | Fred Weasley | Fred Weasley | Fred Weasley   | Fred Weasley   |                |                |                |                |  |  |                  |                  |                  |                  |                  |                  |  |  |                  |                  |                  |                  |                  |                  |  |  |                  |                  |                  |                  |                  |                  |  |  |                        |                        |                        |                        |                        |                        |  |  |                     |                     |                     |                     |                     |                     |  |  |                   |                   |                   |                   |                   |                   |  |  |  |  |  |  |  |  |  |  |  |  |  |  |  |  |
|  |  |                   |                   |                   |                   | Gabrielle Delacour | Gabrielle Delacour | Gabrielle Delacour | Gabrielle Delacour | Gabrielle Delacour     | Gabrielle Delacour     |                        |                        | Charlie Weasley        | Charlie Weasley        | Charlie Weasley | Charlie Weasley | Charlie Weasley  | Charlie Weasley  |                  |                  | Fred Weasley     | Fred Weasley     | Fred Weasley | Fred Weasley | Fred Weasley   | Fred Weasley   |                |                |                |                |  |  |                  |                  |                  |                  |                  |                  |  |  |                  |                  |                  |                  |                  |                  |  |  |                  |                  |                  |                  |                  |                  |  |  |                        |                        |                        |                        |                        |                        |  |  |                     |                     |                     |                     |                     |                     |  |  |                   |                   |                   |                   |                   |                   |  |  |  |  |  |  |  |  |  |  |  |  |  |  |  |  |
|  |  |                   |                   |                   |                   |                    |                    |                    |                    |                        |                        |                        |                        |                        |                        |                 |                 |                  |                  |                  |                  |                  |                  |              |              |                |                |                |                |                |                |  |  |                  |                  |                  |                  |                  |                  |  |  |                  |                  |                  |                  |                  |                  |  |  |                  |                  |                  |                  |                  |                  |  |  |                        |                        |                        |                        |                        |                        |  |  |                     |                     |                     |                     |                     |                     |  |  |                   |                   |                   |                   |                   |                   |  |  |  |  |  |  |  |  |  |  |  |  |  |  |  |  |
|  |  | Fleur Delacour    | Fleur Delacour    | Fleur Delacour    | Fleur Delacour    | Fleur Delacour     | Fleur Delacour     |                    |                    | William (Bill) Weasley | William (Bill) Weasley | William (Bill) Weasley | William (Bill) Weasley | William (Bill) Weasley | William (Bill) Weasley |                 |                 | Percy Weasley    | Percy Weasley    | Percy Weasley    | Percy Weasley    | Percy Weasley    | Percy Weasley    |              |              | George Weasley | George Weasley | George Weasley | George Weasley | George Weasley | George Weasley |  |  | Angelina Johnson | Angelina Johnson | Angelina Johnson | Angelina Johnson | Angelina Johnson | Angelina Johnson |  |  | Hermiona Granger | Hermiona Granger | Hermiona Granger | Hermiona Granger | Hermiona Granger | Hermiona Granger |  |  | Ronald Weasley   | Ronald Weasley   | Ronald Weasley   | Ronald Weasley   | Ronald Weasley   | Ronald Weasley   |  |  | Ginny Weasley (Potter) | Ginny Weasley (Potter) | Ginny Weasley (Potter) | Ginny Weasley (Potter) | Ginny Weasley (Potter) | Ginny Weasley (Potter) |  |  | Harry Potter        | Harry Potter        | Harry Potter        | Harry Potter        | Harry Potter        | Harry Potter        |  |  |                   |                   |                   |                   |                   |                   |  |  |  |  |  |  |  |  |  |  |  |  |  |  |  |  |
|  |  | Fleur Delacour    | Fleur Delacour    | Fleur Delacour    | Fleur Delacour    | Fleur Delacour     | Fleur Delacour     |                    |                    | William (Bill) Weasley | William (Bill) Weasley | William (Bill) Weasley | William (Bill) Weasley | William (Bill) Weasley | William (Bill) Weasley |                 |                 | Percy Weasley    | Percy Weasley    | Percy Weasley    | Percy Weasley    | Percy Weasley    | Percy Weasley    |              |              | George Weasley | George Weasley | George Weasley | George Weasley | George Weasley | George Weasley |  |  | Angelina Johnson | Angelina Johnson | Angelina Johnson | Angelina Johnson | Angelina Johnson | Angelina Johnson |  |  | Hermiona Granger | Hermiona Granger | Hermiona Granger | Hermiona Granger | Hermiona Granger | Hermiona Granger |  |  | Ronald Weasley   | Ronald Weasley   | Ronald Weasley   | Ronald Weasley   | Ronald Weasley   | Ronald Weasley   |  |  | Ginny Weasley (Potter) | Ginny Weasley (Potter) | Ginny Weasley (Potter) | Ginny Weasley (Potter) | Ginny Weasley (Potter) | Ginny Weasley (Potter) |  |  | Harry Potter        | Harry Potter        | Harry Potter        | Harry Potter        | Harry Potter        | Harry Potter        |  |  |                   |                   |                   |                   |                   |                   |  |  |  |  |  |  |  |  |  |  |  |  |  |  |  |  |
|  |  |                   |                   |                   |                   |                    |                    |                    |                    |                        |                        |                        |                        |                        |                        |                 |                 |                  |                  |                  |                  |                  |                  |              |              |                |                |                |                |                |                |  |  |                  |                  |                  |                  |                  |                  |  |  |                  |                  |                  |                  |                  |                  |  |  |                  |                  |                  |                  |                  |                  |  |  |                        |                        |                        |                        |                        |                        |  |  |                     |                     |                     |                     |                     |                     |  |  |                   |                   |                   |                   |                   |                   |  |  |  |  |  |  |  |  |  |  |  |  |  |  |  |  |
|  |  |                   |                   |                   |                   |                    |                    |                    |                    |                        |                        |                        |                        |                        |                        |                 |                 |                  |                  |                  |                  |                  |                  |              |              |                |                |                |                |                |                |  |  |                  |                  |                  |                  |                  |                  |  |  |                  |                  |                  |                  |                  |                  |  |  |                  |                  |                  |                  |                  |                  |  |  |                        |                        |                        |                        |                        |                        |  |  |                     |                     |                     |                     |                     |                     |  |  |                   |                   |                   |                   |                   |                   |  |  |  |  |  |  |  |  |  |  |  |  |  |  |  |  |
|  |  | Victorie Weasley  | Victorie Weasley  | Victorie Weasley  | Victorie Weasley  | Victorie Weasley   | Victorie Weasley   |                    |                    | Dominique Weasley      | Dominique Weasley      | Dominique Weasley      | Dominique Weasley      | Dominique Weasley      | Dominique Weasley      |                 |                 | Louis Weasley    | Louis Weasley    | Louis Weasley    | Louis Weasley    | Louis Weasley    | Louis Weasley    |              |              | Fred Weasley   | Fred Weasley   | Fred Weasley   | Fred Weasley   | Fred Weasley   | Fred Weasley   |  |  | Roxanne Weasley  | Roxanne Weasley  | Roxanne Weasley  | Roxanne Weasley  | Roxanne Weasley  | Roxanne Weasley  |  |  | Rose Weasley     | Rose Weasley     | Rose Weasley     | Rose Weasley     | Rose Weasley     | Rose Weasley     |  |  | Hugo Weasley     | Hugo Weasley     | Hugo Weasley     | Hugo Weasley     | Hugo Weasley     | Hugo Weasley     |  |  | James Sirius Potter    | James Sirius Potter    | James Sirius Potter    | James Sirius Potter    | James Sirius Potter    | James Sirius Potter    |  |  | Albus Robavs Potter | Albus Robavs Potter | Albus Robavs Potter | Albus Robavs Potter | Albus Robavs Potter | Albus Robavs Potter |  |  | Lily Loona Potter | Lily Loona Potter | Lily Loona Potter | Lily Loona Potter | Lily Loona Potter | Lily Loona Potter |  |  |  |  |  |  |  |  |  |  |  |  |  |  |  |  |
|  |  | Victorie Weasley  | Victorie Weasley  | Victorie Weasley  | Victorie Weasley  | Victorie Weasley   | Victorie Weasley   |                    |                    | Dominique Weasley      | Dominique Weasley      | Dominique Weasley      | Dominique Weasley      | Dominique Weasley      | Dominique Weasley      |                 |                 | Louis Weasley    | Louis Weasley    | Louis Weasley    | Louis Weasley    | Louis Weasley    | Louis Weasley    |              |              | Fred Weasley   | Fred Weasley   | Fred Weasley   | Fred Weasley   | Fred Weasley   | Fred Weasley   |  |  | Roxanne Weasley  | Roxanne Weasley  | Roxanne Weasley  | Roxanne Weasley  | Roxanne Weasley  | Roxanne Weasley  |  |  | Rose Weasley     | Rose Weasley     | Rose Weasley     | Rose Weasley     | Rose Weasley     | Rose Weasley     |  |  | Hugo Weasley     | Hugo Weasley     | Hugo Weasley     | Hugo Weasley     | Hugo Weasley     | Hugo Weasley     |  |  | James Sirius Potter    | James Sirius Potter    | James Sirius Potter    | James Sirius Potter    | James Sirius Potter    | James Sirius Potter    |  |  | Albus Robavs Potter | Albus Robavs Potter | Albus Robavs Potter | Albus Robavs Potter | Albus Robavs Potter | Albus Robavs Potter |  |  | Lily Loona Potter | Lily Loona Potter | Lily Loona Potter | Lily Loona Potter | Lily Loona Potter | Lily Loona Potter |  |  |  |  |  |  |  |  |  |  |  |  |  |  |  |  |
|  |  |                   |                   |                   |                   |                    |                    |                    |                    |                        |                        |                        |                        |                        |                        |                 |                 |                  |                  |                  |                  |                  |                  |              |              |                |                |                |                |                |                |  |  |                  |                  |                  |                  |                  |                  |  |  |                  |                  |                  |                  |                  |                  |  |  |                  |                  |                  |                  |                  |                  |  |  |                        |                        |                        |                        |                        |                        |  |  |                     |                     |                     |                     |                     |                     |  |  |                   |                   |                   |                   |                   |                   |  |  |  |  |  |  |  |  |  |  |  |  |  |  |  |  |
|  |  |                   |                   |                   |                   |                    |                    |                    |                    |                        |                        |                        |                        |                        |                        | Molly Weasley   | Molly Weasley   | Molly Weasley    | Molly Weasley    | Molly Weasley    | Molly Weasley    |                  |                  | Lucy Weasley | Lucy Weasley | Lucy Weasley   | Lucy Weasley   | Lucy Weasley   | Lucy Weasley   |                |                |  |  |                  |                  |                  |                  |                  |                  |  |  |                  |                  |                  |                  |                  |                  |  |  |                  |                  |                  |                  |                  |                  |  |  |                        |                        |                        |                        |                        |                        |  |  |                     |                     |                     |                     |                     |                     |  |  |                   |                   |                   |                   |                   |                   |  |  |  |  |  |  |  |  |  |  |  |  |  |  |  |  |